# Centro Humanitario Rinat Ajmétov

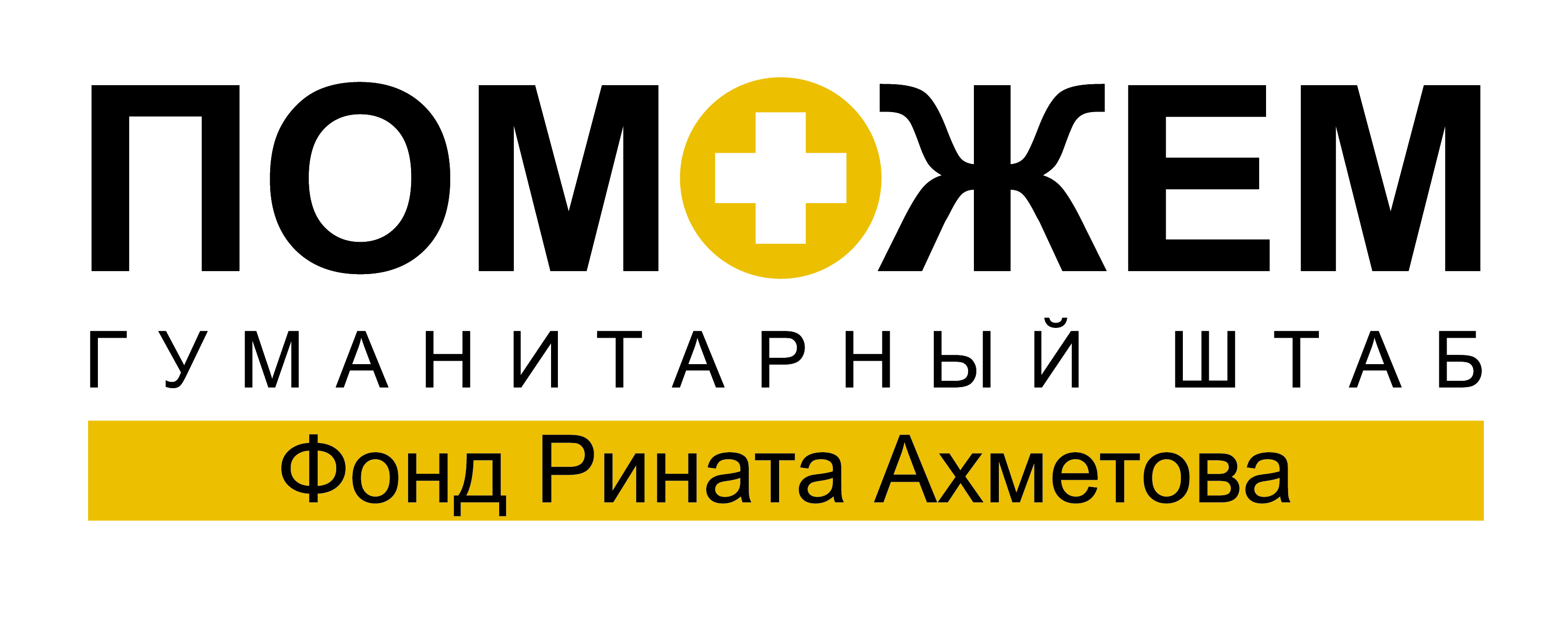
Logo De El Centro Humanitario.

El Centro Humanitario Rinat Ajmétov es la mayor misión humanitaria en Ucrania, y opera en el Dombás. El Centro está financiado enteramente por la iniciativa privada y fue creado el 6 de agosto de 2014 con el fin de ofrecer asistencia humanitaria a la población civil de las regiones de Donetsk y Luhansk, afectadas por la guerra en el Dombás. Esta organización aúna los esfuerzos del Centro Caritativo Rinat Ajmétov, todas las entidades del Grupo SCM y el Club de Fútbol Shaktar.
Hasta febrero del año 2017 el Centro Humanitaria trabajó en ambos lados de la línea de guerra en el este de Ucrania. Pero a partir del mes de marzo de 2017 las autoproclamadas autoridades de la República Popular de Donetsk han prohibido las operaciones del Centro Humanitario en todo el territorio bajo su control. El Centro continúa sus operaciones en las zonas controladas por el Goberino de Ucrania y en la denominada “zona gris”.
La Fundación para el Desarrollo de Ucrania y posteriormente el Centro Humanitario llevan evacuando y ofreciendo alojamiento a los ciudadanos de las poblaciones atrapadas por las hostilidades militares desde el inicio del conflicto armado en Dombás. 39.426 personas han sido evacuadas y 6.939 han recibido alojamiento desde mayo hasta diciembre del 2014.

## Ayuda humanitaria
Desde agosto del 2014 el Centro Humanitario ha comenzado a entregar productos alimenticios a aquellas personas más vulnerables de la sociedad y, a partir de octubre de ese mismo año, todos los niños menores de 3 años que viven en las zonas de conflicto están recibiendo ayuda humanitaria. Desde el mes de abril de 2017, la organización ha entregado más 11 millones de paquetes de ayuda alimentaria.

### Asistencia médica
El Centro ofrece asistencia sanitaria urgente y operaciones quirúrgicas, así como tratamientos de rehabilitación para niños heridos a causa de la guerra y medicinas para la población. Más de 30.000 personas se han beneficiado ya de esta ayuda.

### Asistencia psicológica
Asistencia psicológica a los niños y a sus padres afectados por estrés postraumático.
El Centro Humanitario ha formado a 250 profesionales para luchar contra el “trauma bélico”; desde abril de 2017 han ayudado a más de 55.000 personas. La iniciativa “Verano de paz para los niños de Dombás”, organizó vacaciones durante los veranos de 2015 y 2016 para más de 3.300 niños.